# Флаг Мату-Гросу
Флаг бразильского штата Мату-Гросу — один из официальных символов штата.
Флаг Мату-Гросу, созданный при первом губернаторе штата Антониу Мария Коэлью, является одним из старейших региональных флагов Бразилии.

## Символика
Флаг Мату-Гросу несёт цвета национального флага, но в другом порядке. Голубой символизирует небо. Белый — мир. Зелёный — природу штата. Звезда (Сириус) символизирует сам штат, а жёлтый цвет — минеральные ресурсы.